# دوري هونغ كونغ لكرة القدم 2012–13
دوري هونغ كونغ لكرة القدم 2012–13 (بالصينية: 2012–13年香港甲組足球聯賽) هو الموسم 68 من دوري هونغ كونغ لكرة القدم ‏. أقيم خلال الفترة 31 أغسطس 2012 وحتى 6 مايو 2013، وأشرف على تنظيمه اتحاد هونغ كونغ لكرة القدم، وكان عدد الأندية المشاركة فيه 10، وفاز فيه نادي جنوب الصين.